# Dan Levy (musicien)
Pour les articles homonymes, voir Dan Levy et Levy.

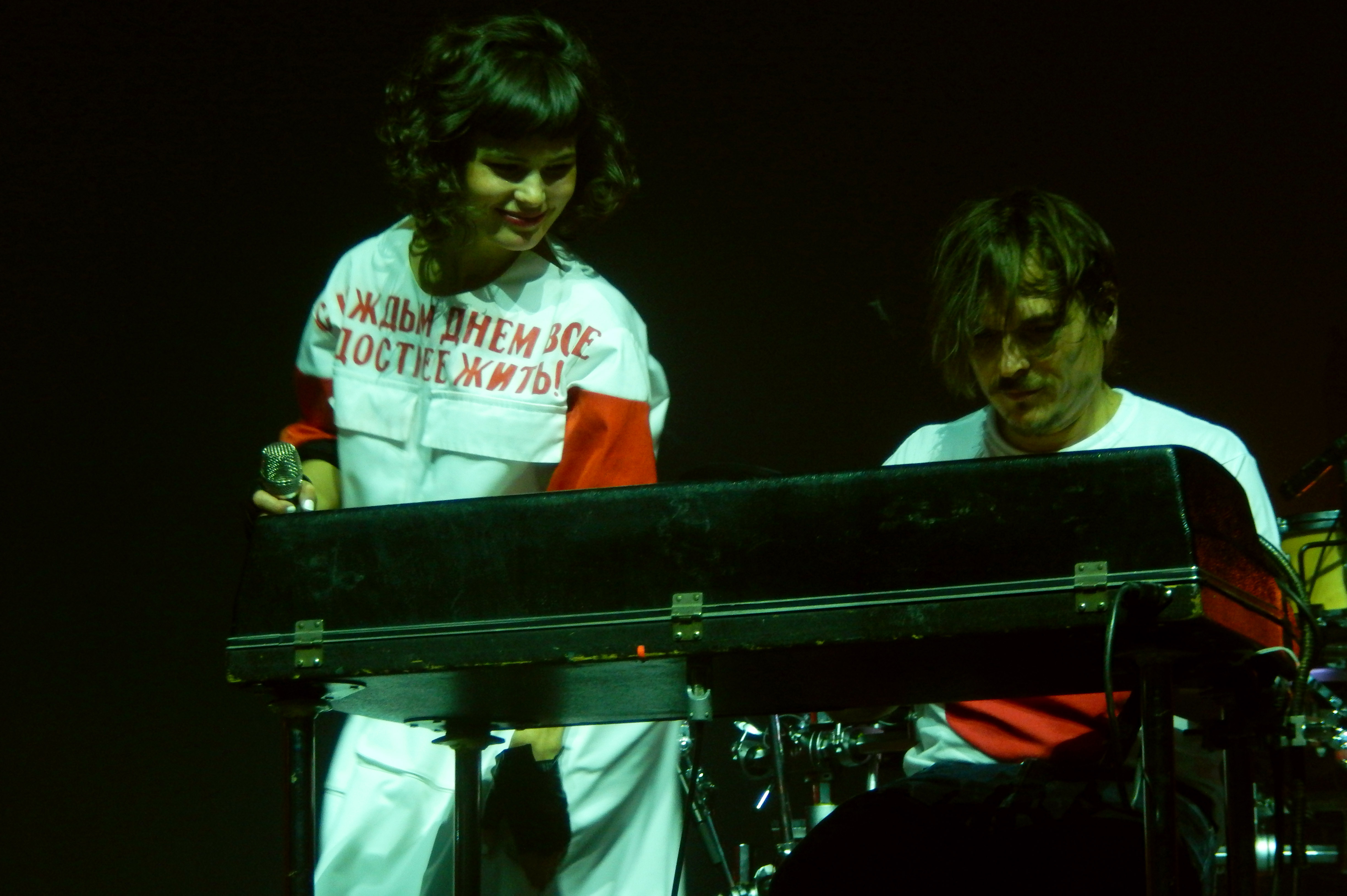
Dan Levy avec The Dø en concert à Rennes en 2015

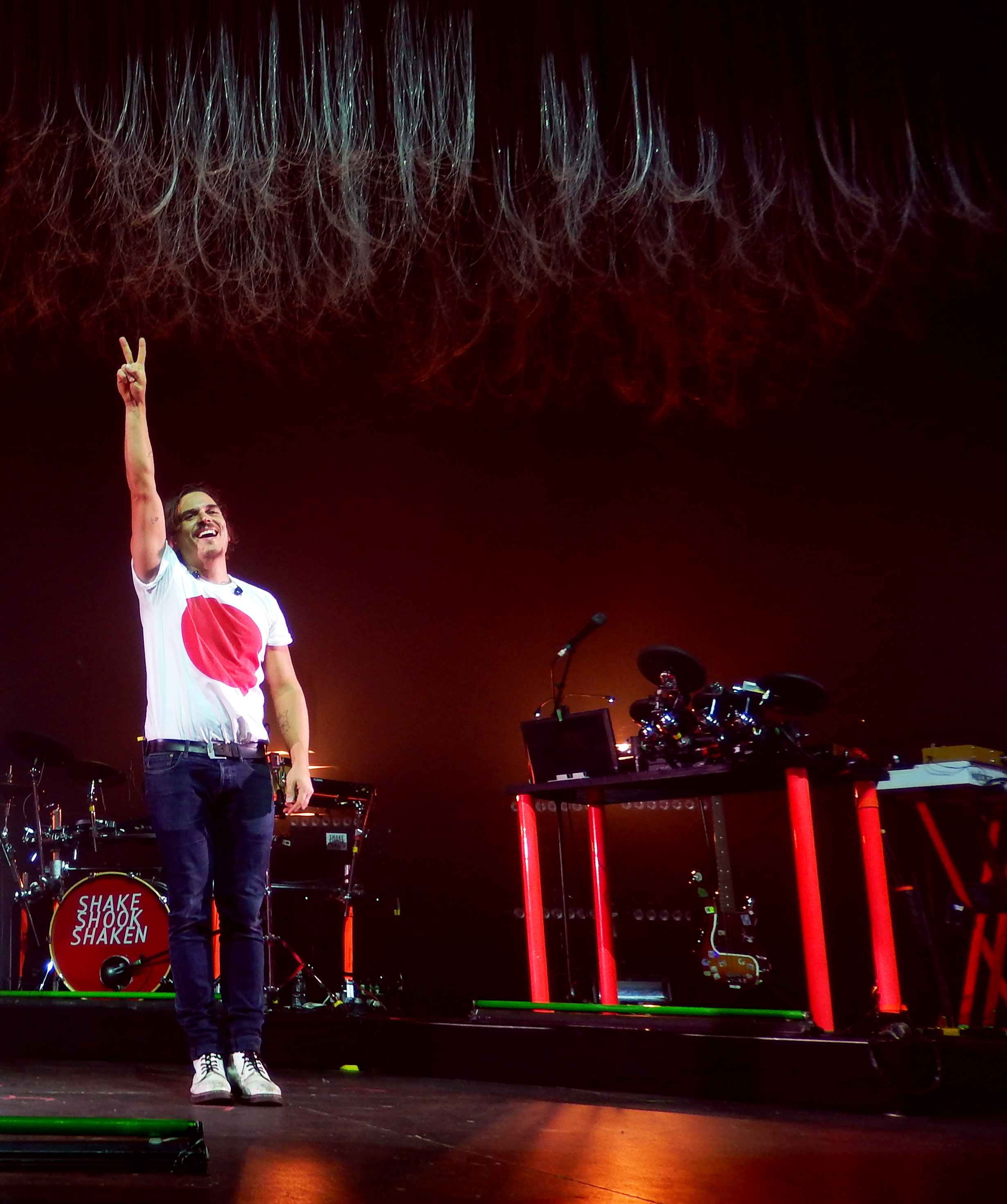
Dan Levy en concert à Rennes en 2015

Dan Levy, né le 14 juin 1976, est un auteur-compositeur-interprète multi-instrumentiste de musique français.
D'abord connu comme compositeur de musique de films, il se fait connaitre d'un public plus large à partir de 2006 en fondant le groupe The Dø, avec Olivia Merilahti, elle-même auteure-compositrice-interprète.
En 2019, Dan Levy réalise sa première composition solo pour le film d'animation J'ai perdu mon corps de Jérémy Clapin, pour lequel il reçoit le prix de la meilleure musique aux Annie Awards 2020 ainsi que le César 2020 de la meilleure musique originale de film.

## Œuvres

### Albums
- 2006 : album de Toumast : Ishumar, que Dan Levy a enregistré et arrangé
- 2008 : The Dø : A Mouthful (Cinq7)
- 2011 : The Dø : Both Ways Open Jaws (Cinq7)
- 2014 : The Dø : Shake Shook Shaken (Cinq7)
- 2015 : Be Sensational de Jeanne Added, produit par Dan Levy
- 2016 : Die in Shanghaï de Las Aves, produit par Dan Levy
- 2017 : Rouge de Thomas Azier, produit par Dan Levy
- 2021 : Une fille de Laura Cahen, produit par Dan Levy

### Cinéma
- 2001 : Charmant Garçon de Patrick Chesnais - co-compositeur avec Olivier Bloch-Lainé
- 2005 : L'Empire des loups de Chris Nahon - co-compositeur avec Luca De' Medici, Grégory Fougères, Olivia Merilahti, Pascal Morel, Samuel Narboni
- 2005 : The Passenger de François Rotger - co-compositeur avec Olivia Merilahti
- 2005 : Camping sauvage de Christophe Ali et Nicolas Bonilauri - co-compositeur avec Nicolas Baby, Olivia Merilahti, Philippe Neil
- 2018 : Bonhomme de Marion Vernoux - co-compositeur avec Nicolas Baby, Olivia Merilahti, Philippe Neil
- 2019 : J'ai perdu mon corps de Jérémy Clapin
- 2022 : Vesper Chronicles de Kristina Buožytė et Bruno Samper
- 2022 : Pour la France de Rachid Hami
- 2023 : Un coup de dés de Yvan Attal
- 2024 : Pendant ce temps sur Terre de Jérémy Clapin
- 2024 : Prodigieuses de Frédéric et Valentin Potier
- 2025 : Une nuit au zoo de Ricardo Curtis et Rodrigo Perez-Castro

### Télévision
- 2023 : Star Wars: Visions - Épisode « Sith »

## Distinctions

### Récompenses
Avec The Dø
- Victoires de la musique 2015 : album rock de l'année avec Shake Shook Shaken

Solo
- Annie Awards 2020 : meilleure musique dans un long métrage d'animation pour J'ai perdu mon corps
- César 2020 : meilleure musique originale pour J'ai perdu mon corps

### Nominations
Avec The Dø
- Victoires de la musique 2009 :
  - Groupe ou artiste révélation du public de l'année
  - Groupe ou artiste révélation scène de l'année
  - Album révélation de l'année
- Victoires de la musique 2015 :
  - Artiste féminine de l'année
  - Vidéo-clip de l'année pour Despair, Hangover & Ecstasy
- Victoires de la musique 2016 :
  - Spectacle musical, tournée ou concert de l'année pour Shake, Shook, Shaken Tour, au Zénith, à l'Olympia et en tournée
  - Vidéo-clip de l'année pour Miracles

Solo
- Lumières 2020 : meilleure musique pour J'ai perdu mon corps